# Ramón Medina Bello
Ramón Medina Bello (født 29. april 1966) er en tidligere argentinsk fodboldspiller.

## Argentinas fodboldlandshold
| Argentinas landshold | Argentinas landshold | Argentinas landshold |
| År                   | Kmp                  | Mål                  |
| -------------------- | -------------------- | -------------------- |
| 1991                 | 4                    | 0                    |
| 1992                 | 2                    | 1                    |
| 1993                 | 8                    | 4                    |
| 1994                 | 3                    | 0                    |
| Total                | 17                   | 5                    |